# Фолко Лули
Фолко Лули (на италиански: Folco Lulli) е италиански актьор.

## Биография
Роден е на 3 юли 1912 във Флоренция. Брат е на актьора Пиеро Лули (1923-1991). Служи в армията, работи като лекар и представител на фармацевтична компания.
Участник е във Втората световна война, в движението на Италианската съпротива, воюва в Абисиния. От септември 1943 г. е в редиците на италианските партизани, така наречените бригади „сини (адзури)“, ръководени от Маури. Заема важни постове в Първа алпийска партизанска бригада като част от алпийската дивизия „Монте Ортигара“. Заловен е от нацистите и е депортиран в Германия. След като войната приключва, успява да избяга от лагера и да се върне в Италия.
Дебютира в киното през 1946 г. във филма, режисиран от Алберто Латуада „Бандитът“ и филма на Карло Лудовико Брагалия „Бялата иглика“.
Той участва във филмите на италиански и френски режисьори - Марио Камерини, Джузепе Де Сантис, Марио Солдати, Марио Моничели, Анри-Жорж Клузо, Андре Каят, Клод Отан-Лара и други.
По време на кариерата си в киното от 1946 до 1970 г. участва в 104 филма. Той е признат от италианските филмови критици като един от най-добрите актьори в Италия през 1950-те - 1960-те години.
През 1967 г. е режисьор, сценарист и водещ актьор във филма „Хора на честта“.
Умира от сърдечен удар.

## Избрана филмография
| година | филм                     | оригинално заглавие   | роля                | режисьор                         |
| ------ | ------------------------ | --------------------- | ------------------- | -------------------------------- |
| 1951   | Светлините на вариетето  | Luci del varietà      | любовник на Лилиана | Федерико Фелини, Алберто Латуада |
| 1953   | Възнаграждение за страха | Le salaire de la peur | Луиджи              | Анри-Жорж Клузо                  |
| 1959   | Голямата война           | La Grande Guerra      | Бордин              | Марио Моничели                   |
| 1959   | Вълци в бездната         | Lupi nell'abisso      | боцмана             | Силвио Амадио                    |
| 1959   | Под знака на Рим         | Nel Segno di Roma     | Земанзий            | Гуидо Бриньоне                   |
| 1966   | Армията Бранкалеоне      | L'armata Brancaleone  | Пеколо              | Марио Моничели                   |
| 1966   | Големият ресторант       | Le Grand Restaurant   | президента Новалес  | Жак Бенар                        |